# Fiene Bussman
Fiene Bussman (Winterswijk, 6 december 2004) is een voetbalspeelster uit Nederland. Ze speelt als doelverdedigster voor FC Twente in de Vrouwen Eredivisie.

## Carrière
Bussman speelde in de jeugd voor FC Winterswijk. In 2020 werd ze gescout door Ajax. Vanaf het seizoen 2020/21 maakte ze onderdeel uit van het talententeam van Ajax.
Nadat een doorbraak in Amsterdam uitbleef, besloot Bussman de overstap naar FC Twente te maken. In het seizoen 2023/24 fungeerde Bussman als derde keepster bij de Tukkers, achter Daniëlle de Jong en Leonie Doege. Een seizoen later had ze De Jong, Olivia Clark en Diede Lemey voor zich. Ze maakte haar minuten bij Jong FC Twente, waar ze de plek onder de laat deelde met Kiki Vissers.
Op 17 juni 2025 tekende Bussman een nieuw eenjarig contract bij FC Twente.

## Statistieken
| Seizoen         | Club            | Land            | Competitie         | Competitie | Competitie | Beker | Beker | Internationaal | Internationaal | Overig | Overig | Totaal | Totaal |
| Seizoen         | Club            | Land            | Competitie         | Wed.       | Dlp.       | Wed.  | Dlp.  | Wed.           | Dlp.           | Wed.   | Dlp.   | Wed.   | Dlp.   |
| --------------- | --------------- | --------------- | ------------------ | ---------- | ---------- | ----- | ----- | -------------- | -------------- | ------ | ------ | ------ | ------ |
| 2023/24         | FC Twente       | Nederland       | Vrouwen Eredivisie | 0          | 0          | 0     | 0     | 0              | 0              | 0      | 0      | 0      | 0      |
| 2024/25         | FC Twente       | Nederland       | Vrouwen Eredivisie | 0          | 0          | 0     | 0     | 0              | 0              | 0      | 0      | 0      | 0      |
| 2025/26         | FC Twente       | Nederland       | Vrouwen Eredivisie | 0          | 0          | 0     | 0     | 0              | 0              | 0      | 0      | 0      | 0      |
| Carrière totaal | Carrière totaal | Carrière totaal | Carrière totaal    | 0          | 0          | 0     | 0     | 0              | 0              | 0      | 0      | 0      | 0      |

Bijgewerkt t/m 6 augustus 2025.
4 Carleer ·
5 Knol ·
6 Groenewegen ·
7 Hulst ·
8 Van Ginkel ·
9 Ravensbergen ·
10 Roord ·
11 Tuin ·
12 Vliek ·
15 Diekman ·
16 Lemey ·
17 Andradóttir ·
18 Te Brake ·
19 Proost ·
20 Van Dijk ·
21 Oude Elberink ·
22 Bussman ·
23 Verdaasdonk ·
25 Van der Vegt ·
29 Ivens ·
Tijink ·
Coach: Dekker
· Assistent-coach: Van den Ing